# Calgary Confederation
Circonscription électorale fédérale du Canada
Calgary Confederation est une circonscription électorale fédérale canadienne de l'Alberta. Elle comprend une partie de la ville de Calgary. Elle est créée lors du redécoupage électoral de 2012.
Les circonscriptions limitrophes sont
- au nord : Calgary Nose Hill
- au nord-est : Calgary McKnight
- à l'est : Calgary-Est
- au sud : Calgary-Centre
- au sud-ouest : Calgary Signal Hill
- au nord-ouest : Calgary Crowfoot.

Lors du redécoupage électoral de 2022, la circonscription perd une partie de son territoire au profit de Calgary Nose Hill mais gagne une partie de celui de Calgary Signal Hill.

## Députés
| Législature                                                                            | Années        | Député     | Parti | Parti        |
| -------------------------------------------------------------------------------------- | ------------- | ---------- | ----- | ------------ |
| Calgary Confederation issue de Calgary-Centre-Nord, Calgary-Ouest et Calgary—Nose Hill |               |            |       |              |
| 42e                                                                                    | 2015–2019     | Len Webber |       | Conservateur |
| 43e                                                                                    | 2019–2021     | Len Webber |       | Conservateur |
| 44e                                                                                    | 2021–en cours | Len Webber |       | Conservateur |

## Résultats électoraux
Le premier scrutin a lieu en 2015.
|       | Candidat       | Parti              | # de voix | % des voix |
|       | (X) Len Webber | Conservateur       | +30 669,  | 45,91 %    |
|       | Matt Grant     | Libéral            | +29 083,  | 43,53 %    |
|       | Kirk Heuser    | NPD                | +04 770,  | 7,14 %     |
|       | Natalie Odd    | Vert               | +02 146,  | 3,21 %     |
|       | Kevan Hunter   | Marxiste-léniniste | +00140,   | 0,21 %     |
| Total | Total          | Total              | 66 808    | 100 %      |